# Le Vaud
Le Vaud é uma comuna da Suíça, situada no distrito de Nyon, no cantão de Vaud. Tem 3,11 km² de área e sua população em 2018 foi estimada em 1.310 habitantes.